# Eupithecia multispinata
Eupithecia multispinata är en fjärilsart som beskrevs av Fletcher 1951. Eupithecia multispinata ingår i släktet Eupithecia och familjen mätare. Inga underarter finns listade i Catalogue of Life.